# Jan Štencel
Jan Štencel (26. února 1995 Opava) je český hokejový obránce, hráč Banes Motor České Budějovice.
Po hokejových začátcích v Opavě a Třinci hrál od sezóny 2011/2012 v HC Vítkovice. V sezóně 2016/2017 přestoupil do HC Kometa, odehrál 44 utkání. V závěru základní části se zranil a cestu Komety za titulem tak sledoval o berlích. V následující sezóně se mu zdravotní problémy vyhýbaly a byl tak součástí týmu, který v play off obhájil titul mistra republiky.